# Aprendizaje estratégico
El  aprendizaje  estratégico  consiste  en  la  búsqueda  del aprendizaje  significativo,  de  contenidos,  desarrollo  de habilidades y destrezas con la consigna de que el estudiante sea el ente autorregulador de su propio proceso de aprender.  Supone de un plan estratégico, que conduce a la toma de un conjunto de decisiones para obtener un verdadero cambio cognitivo, actitudinal, conceptual, procedimental, y cambios en el conocimiento estratégico sobre cuando y porque  resultaría aconsejable, en un futuro, utilizar esos conocimientos.
Poseer un conocimiento estratégico requiere, la activación y gestión consciente  y condicionalizada de otros conocimientos, facilita la construcción de  nuevo conocimiento conceptual, procedimental y/o actitudinal.
El   alumno   debe   analizar   y   ser   capaz   de   elegir  las  diferentes  estrategias  de  acuerdo  a   sus   requerimientos   educativos   para   que   pueda  desarrollar  su  proceso  de  aprendizaje  de  manera  óptima.  Estas  estrategias  deben  estar  asociadas,  a  su  vez,  con  varios  tipos  de  conocimientos. El uso y aplicación de las estrategias no deben ser  tomadas  como  cosas  al  azar,  es  necesario  una planificación adecuada y el control durante la  ejecución  con  la  intervención  del  docente  como guía y hacedor del desarrollo del propio conocimiento.
El aprendizaje estratégico está conformado en una nueva cultura de aprendizaje, más ajustada a las complejas necesidades del mundo actual, las cuales demandan aprendizajes de estrategias, que capaciten para seguir aprendiendo, exigencia, que sin duda, trascienden los viejos esquemas informativos de la escuela.